# Ghiacciai Whirlwind
Con il nome ghiacciai Whirlwind (in inglese Whirlwind Glaciers) si identifica un insieme di quattro ghiacciai situati sulla costa di Bowman, nella parte sud-orientale della Terra di Graham, in Antartide, tutti convergenti nella parte occidentale dell'insenatura Whirlwind.

## Storia
Sir Hubert Wilkins fotografò per la prima volta i ghiacciai durante una ricognizione aerea effettuata il 20 dicembre 1928 e li battezzò così poiché la loro disposizione gli ricordava quella dei cilindri radiali del suo motore Wright Whirlwind. I quattro ghiacciai furono in seguito sorvolati e fotografati nel 1940 da una spedizione del Programma Antartico degli Stati Uniti d'America e infine mappati nel 1948 dal British Antarctic Survey, che all'epoca si chiamava ancora Falkland Islands and Dependencies Survey. Oggi i quattro ghiacciai sono conosciuti come Chamberlin, Demorest, Flint e Matthes.